# Индипрете (Изернија)
Индипрете је насеље у Италији у округу Изернија, региону Молизе.
Према процени из 2011. у насељу је живело 621 становника. Насеље се налази на надморској висини од 666 м.